# IC 293
IC 293 = IC 1888 ist eine Elliptische Galaxie vom Hubble-Typ E/S0 im Sternbild Perseus am Nordsternhimmel. Sie ist schätzungsweise 215 Millionen Lichtjahre von der Milchstraße entfernt und hat einen Durchmesser von etwa 35.000 Lichtjahren. Vom Sonnensystem aus entfernt sich die Galaxie mit einer errechneten Radialgeschwindigkeit von näherungsweise 4.700 Kilometern pro Sekunde.
Gemeinsam mit 15 weiteren Mitgliedern bildet sie die Lyons Groups of Galaxies LGG 87 um PGC 12157.
Das Objekt wurde am 11. September 1888 vom US-amerikanischen Astronomen Lewis Swift entdeckt.

## Galaktisches Umfeld
| Nr. | Galaxie          | Alternativname          | Rek           | Dek           | Distanz/asec |
| --- | ---------------- | ----------------------- | ------------- | ------------- | ------------ |
| →   | IC 293/IC 1888   | LEDA/PGC 11873          | 03h10m56.155s | +41d08m13.58s | 0            |
| 1   | LEDA/PGC 2176749 | 2MASX J03100876+4110014 | 03h10m08.77s  | +41d10m01.7s  | 545.67       |
| 2   | NGC 1224         | LEDA/PGC 11886          | 03/11/13.55s  | +/41/21/49.3s | 838.91       |
| 3   | LEDA/PGC 2177349 | 2MASX J03093888+4112259 | 03h09m38.87s  | +41d12m25.7s  | 907.75       |
| 4   | LEDA/PGC 11820   | CGCG 540-048            | 03h09m45.73s  | +41d15m41.1s  | 912.12       |
| 5   | LEDA/PGC 2177934 | IRAS 3064+4103          | 03h09m41.27s  | +41d14m32.9s  | 926.20       |